# Municipio de Maguarichi
El municipio de Maguarichi es uno de los 67 municipios en que se divide el estado mexicano de Chihuahua. Su cabecera es Maguarichi.
El 4 de diciembre se celebra a Santa Bárbara, se realiza una fiesta en honor a Santa Bárbara, en la cual se realizan baile de matachines en el Templo en cual lleva su nombre, así como un paseo por las calles del pueblo, y algunas actividades como palo encebado, jaripeo, montada de toros, y un baile en el que grupos musicales tocan el vivo. Una fiesta verdaderamente impresionante es lo que ofrece el municipio y la gente maguarichense.

## Turismo
En el Municipio de Maguarichi se pueden encontrar varios lugares turísticos los principales son los atractivos géiseres y sus enormes barrancas y voladeros que se encuentran a la vista del pueblo que se encuentra justamente en el cincho del cerro, se podrán apreciar varios lugares como lo son los ríos, casadas, formaciones rocosas, mucha vegetación a lo largo del camino así como en el pueblo y sus alrededores, una particularidad que tiene el municipio es la gente que cuenta con una calidad inigualable que se podrá notar en la presencia y la estancia.
Existen pocas áreas recreativas las cuales brindan servicio de hospedaje, aguas termales, áreas para acampar, asadores, kioskos, minas, y mucha historia, entre otras. Dichas áreas cuentan con precios muy accesibles para realizar el plan perfecto para las vacaciones.

## Demografía
Según el Conteo de Población y Vivienda de 2005 realizado por el Instituto Nacional de Estadística y Geografía, la población del municipio de Maguarichi es de 2,116 habitantes, de los cuales 1,109 son hombres y 1,007 son mujeres.

### Localidades
En el censo de 2020 el municipio de Maguarichi contaba con 75 localidades.
| Código INEGI      | Localidad         | Población (2020) |
| ----------------- | ----------------- | ---------------- |
| 080410001         | Maguarichi        | 741              |
| Otras localidades | Otras localidades | 561              |
| Total municipal   | Total municipal   | 1 302            |